# Casa Tomeva
La Casa Tomeva és un edifici del municipi de la Vall de Boí (Alta Ribagorça) protegida com a bé cultural d'interès local.

## Descripció
Es tracta d'una casa pagesa constituïda per l'habitatge i el cos de paller i cort, organitzada a banda i banda del parament de l'antiga muralla que actualment és el mur que separa ambdós edificis. La coberta és a dues vessants.
L'edifici de l'habitatge, construït entre mitgeres, amb planta baixa i dos pisos té façana, al carrer de la Muralla, i algunes obertures a l'exterior del recinte, a la segona planta.
A la façana principal s'ha de destacar el portal adovellat.
L'edifici del paller, perfectament integrat al conjunt, és la reconstrucció amb materials tradicionals i coberta a tres vessants d'un edifici anterior que l'any 1926 estava en ruïnes. Té la porta de la cort i l'obertura del paller a una de les façanes laterals.